# 아프리카의 언어
아프리카에서는 약 2,146개의 언어가 사용되고 있다.
- 아프로아시아어족(셈·햄어족). 중동, 북아프리카, 아프리카의 뿔과 사헬 지대의 일부에 분포.
- 나일사하라어족. 수단과 차드에 분포. 이 분류에 대해서는 논란이 있다.
- 니제르콩고어족. 아프리카 대륙의 서부, 중부, 동부 에 분포.
- 코이산어족. 나미비아와 보츠와나의 사막 지대에 집중 분포.
- 오스트로네시아어족. 마다가스카르에 분포.
- 인도유럽어족. 아프리카 대륙의 남단에 분포.

## 공용어
| 아프리칸스어 | 포르투갈어 |
| 아랍어       | 스페인어   |
| 영어         | 스와힐리어 |
| 프랑스어     | 기타       |

아프리카 각국의 공용어

대부분의 아프리카 국가에서 영어, 프랑스어, 포르투갈어, 아랍어를 공용어로 삼고 있는데 이는 과거 북아프리카 지역에 이슬람교와 함께 아랍어가 진출하였고 영국, 프랑스, 포르투갈 등 유럽 국가들에 의해 거의 모든 아프리카 국가가 식민지화되었기 때문이다. 이외에도 스와힐리어, 아프리칸스어, 암하라어, 츠와나어, 소말리어, 말라가시어 등도 주요 언어이며, 나이지리아나 콩고민주공화국 등에서는 매우 다양한 민족구성으로 수백 가지의 언어가 사용되기도 한다.